# Organizacija za ekonomsku saradnju
Organizacija za ekonomsku saradnju ili ECO je azijska politička i ekonomska međuvladina organizacija koju su 1985. godine u Teheranu osnovali lideri Irana, Pakistana i Turske. Ona pruža platformu za diskusiju o načinima za poboljšanje razvoja i promociju mogućnosti trgovine i ulaganja. ECO je ad hoc organizacija u skladu sa Poveljom Ujedinjenih nacija. Cilj je da se uspostavi jedinstveno tržište roba i usluga, slično Evropskoj uniji. ECO sekretarijat i odeljenje za kulturu nalaze se u Iranu, ekonomski biro je u Turskoj, a naučni biro je u Pakistanu.
Priroda organizacije ECO je u tome da se sastoji od država sa muslimanskom većinom, jer je trgovinski blok za države Centralne Azije povezane sa Mediteranom preko Turske, Persijskim zalivom preko Irana i Arabijskim morem preko Pakistana. Trenutni okvir ECO izražava se uglavnom u obliku bilateralnih sporazuma i arbitražnih mehanizama između pojedinačnih i potpuno suverenih država članica. To čini ECO sličnim ASEAN-u po tome što je organizacija koja ima svoje urede i birokratiju za sprovođenje trgovine među suverenim državama članicama.
Ona organizacija pokriva područje istorijski integrisanog poljoprivrednog regiona Ferganske doline koji omogućava trgovinu i zajedničku poljoprivrednu proizvodnju u pograničnom regionu Kirgistana, Tadžikistana, Uzbekistana i Turkmenistana. Ugovori o slobodnoj trgovini između industrijskih država Irana i Turske su potpisani 2017. Isto tako je potpisan Sporazum o slobodnoj trgovini između Pakistana i Turske 2010. Pakistan ima sporazume o slobodnoj trgovini i sa Avganistanom i sa Iranom koji su potpisani i u procesu su implementacije, a trenutno se većina avganistanske trgovine odvija preko Pakistana. A Sporazum o tranzitnoj trgovini između Avganistana i Pakistana osmišljen je da olakša trgovinu robom i uslugama za Centralnu Aziju preko Avganistana i Pakistana. Ovo je dodatak Ašgabatskom sporazumu koji je multimodalni sporazum o prevozu između država Centralne Azije.
Dalja saradnja među članicama planirana je u obliku gasovoda Iran—Pakistan, kao i gasovoda Turkmenistan—Avganistan—Pakistan. Trenutni cevovodi uključuju cevovod Tabriz—Ankara pored planiranog Persijskog cevovoda. Ovo je dodatak transportu nafte i gasa iz država Centralne Azije bogatih resursima, poput Kazahstana, i Turkmenistanskim mineralima i poljoprivrednim proizvodima, što dopunjuje industrijalizaciju koja je u toku u Iranu, Pakistanu i Turskoj. Pakistan planira da diverzifikuje svoje izvore nafte i gasa prema državama Centralne Azije, uključujući ugovore o uvozu nafte sa Azerbejdžanom.

## Istorija
Organizacija za ekonomsku saradnju bila je naslednica organizacije Regionalna saradnja za razvoj (RCD), osnovana 1964. godine, koja je okončala svoje aktivnosti 1979. Godine 1985, Iran, Pakistan i Turska su se pridružili i formiran je ECO. Do jeseni 1992. ECO se proširio i obuhvatao je sedam novih članova; Avganistan, Azerbejdžan, Kazahstan, Kirgistan, Tadžikistan, Turkmenistan i Uzbekistan. Datum proširenja na sadašnji oblik, 28. novembar, naziva se „ECO dan”. Status i moć ove organizacije raste. Međutim, organizacija se suočava sa mnogim izazovima. Najvažniji je da državama članicama nedostaje odgovarajuća infrastruktura i institucije koje Organizacija prvenstveno nastoji da razvije, da bi u potpunosti iskoristili raspoložive resurse u regionu i obezbedile oživljavanje razvoja država članicama. Trgovinski sporazum Organizacije za ekonomsku saradnju (ECOTA) potpisan je 17. jula 2003. u Islamabadu. ECO Organizacija za promociju trgovine (TPO) je nova organizacija za promociju trgovine među državama članicama sa sedištem u Iranu (2009). Prema sporazumu postignutom između članica ECO, zajedničko trgovinsko tržište trebalo bi da bude uspostavljeno do 2015. godine.

## Članstvo

### Puni članovi
| Ime          | Populacija (2018, millions) | Površina                        | Populaciona gustina      | GDP (2018, nominalno, US$ milijardi) | GDP po glavi stanovnika (2018, nominalno, US$) | GDP (2018, PPP, Int$ milijardi) | GDP po glavi stanovnika (2018, PPP, Int$) | Bilans tekućeg računa (2018, US$ milijardi) |
| ------------ | --------------------------- | ------------------------------- | ------------------------ | ------------------------------------ | ---------------------------------------------- | ------------------------------- | ----------------------------------------- | ------------------------------------------- |
| Avganistan   | 36,020                      | 652.230 km2 (251.830 sq mi)     | 55,23/km2 (143,0/sq mi)  | 20,367                               | 565,426                                        | 72,697                          | 2.018,228                                 | 1,048                                       |
| Azerbejdžan  | 9,940                       | 86.600 km2 (33.400 sq mi)       | 114,78/km2 (297,3/sq mi) | 45,592                               | 4.586,771                                      | 178,470                         | 17.954,863                                | 3,020                                       |
| Iran         | 82,360                      | 1.648.195 km2 (636.372 sq mi)   | 49,97/km2 (129,4/sq mi)  | 430,082                              | 5.221,974                                      | 1.652,888                       | 20.069,073                                | 5,792                                       |
| Kazahstan    | 18,463                      | 2.724.900 km2 (1.052.100 sq mi) | 6,78/km2 (17,6/sq mi)    | 184,209                              | 9.977,414                                      | 507,627                         | 27.494,808                                | -0,281                                      |
| Kazahstan    | 6,389                       | 199.951 km2 (77.202 sq mi)      | 31,95/km2 (82,8/sq mi)   | 8,013                                | 1.254,135                                      | 24,356                          | 3.812,161                                 | -0,983                                      |
| Pakistan     | 200,960                     | 796.095 km2 (307.374 sq mi)     | 252,43/km2 (653,8/sq mi) | 306,897                              | 1.527,157                                      | 1.148,290                       | 5.714,025                                 | -18,171                                     |
| Tadžikistan  | 9,107                       | 144.100 km2 (55.600 sq mi)      | 63,20/km2 (163,7/sq mi)  | 7,350                                | 807,050                                        | 30,547                          | 3.354,156                                 | -0,345                                      |
| Turska       | 81,867                      | 783.562 km2 (302.535 sq mi)     | 104,48/km2 (270,6/sq mi) | 713,513                              | 8.715,513                                      | 2.314,398                       | 28.270,226                                | -40,687                                     |
| Turkmenistan | 5,770                       | 488.100 km2 (188.500 sq mi)     | 11,82/km2 (30,6/sq mi)   | 42,764                               | 7.411,877                                      | 112,659                         | 19.526,084                                | -3,498                                      |
| Uzbekistan   | 32,657                      | 447.400 km2 (172.700 sq mi)     | 72,99/km2 (189,0/sq mi)  | 43,303                               | 1.326,002                                      | 239,623                         | 7.337,557                                 | -0,217                                      |
| 10 Ukupno    | 483,533                     | 7.971.133 km2 (3.077.672 sq mi) | 60,66/km2 (157,1/sq mi)  | 1.802,090                            | 3.726,922                                      | 6.281,555                       | 12.990,954                                | -54,322                                     |

### Posmatrači
- Severni Kipar[13]
- Organizacija islamske saradnje
- Savet turkofonih država
- Energetska povelja

## Samiti i generalni sekretari

### Samiti šefova država
| Sastanak   | Datum               | Zemlja       | Lokacija  |
| ---------- | ------------------- | ------------ | --------- |
| 1.         | 16-17. februar 1992 | Iran         | Teheran   |
| 2.         | 6-7. maj 1993       | Turska       | Istanbul  |
| 3.         | 14-15. maj 1995     | Pakistan     | Islamabad |
| 4.         | 14. maj 1996        | Turkmenistan | Ašhabat   |
| Izvanredni | 14. maj 1997        | Turkmenistan | Ašhabat   |
| 5.         | 11. maj 1998        | Kazahstan    | Almati    |
| 6.         | 10. jun 2000        | Iran         | Teheran   |
| 7.         | 14. oktobar 2002    | Turska       | Istanbul  |
| 8.         | 14. septembar 2004  | Tadžikistan  | Dušanbe   |
| 9.         | 5. maj 2006         | Azerbejdžan  | Baku      |
| 10.        | 11. mart 2009       | Iran         | Teheran   |
| 11.        | 23. decembar 2010   | Turska       | Istanbul  |
| 12.        | 16. oktobar 2012    | Azerbejdžan  | Baku      |
| 13.        | 1. mart 2017        | Pakistan     | Islamabad |